# Taisto Mäki
Taisto Armas Mäki (ur. 2 grudnia 1910 w Rekola, ob. część Vantaa, zm. 1 maja 1979 w Helsinkach) – fiński lekkoatleta długodystansowiec, mistrz Europy i wielokrotny rekordzista świata.
Zwyciężył w biegu na 5000 metrów na mistrzostwach Europy w 1938 w Paryżu. Był to jego jedyny występ w zawodach najwyższej rangi.
29 września 1938 w Tampere poprawił o ponad 3 sekundy należący do Ilmara Salminena rekord świata w biegu na 10 000 metrów czasem 30:02,. W następnym sezonie również bił rekordy świata. 7 czerwca 1939 w Helsinkach ustanowił rekord w biegu na 2 mile wynikiem  8:53,2, poprawiając wynik Miklósa Szabó o blisko 3 sekundy. 16 czerwca tego roku w Helsinkach poprawił o ponad 8 sekund należący do Lauriego Lehtinena rekord świata na 5000 metrów, uzyskując czas 14:08,8.
17 września 1939 w Helsinkach Mäki jako pierwszy człowiek na świecie przebiegł 10 000 metrów poniżej pół godziny, osiągając wynik 29:52,6.
Po wybuchu wojny zimowej między Związkiem Radzieckim a Finlandią Taisto Mäki został zmobilizowany. Początkowo służył na Przesmyku Karelskim. W lutym 1940 został wysłany wraz z Paavo Nurmim do Stanów Zjednoczonych z misją zachęcania do przekazywania funduszy Finlandii na potrzeby obrony. W czasie wyjazdu rywalizował przez 2 miesiące z lekkoatletami amerykańskimi. II wojna światowa uniemożliwiła mu występ w igrzyskach olimpijskich.